# Амударьинская форель
Амударьинская форе́ль  (лат. Salmo oxianus) — вид лучепёрых рыб из семейства лососёвых.

## Распространение
Является среднеазиатским эндемиком; на территории России её можно встретить на зарыбленных прудах, владельцы которых сделали выбор в пользу этого вида. Из-за окраса в виде множества мелких точек чаще встречается другое название — «пеструшка». Местными рыбаками были зафиксированы случаи захода амударьинской форели в реки Астраханской области, но факт столь длительной миграции рыбы не подтверждён. Амударьинская форель распространена в верхнем течении реки Амударья, бассейнах рек Сурхана, Кафирнигана и Кызыл-Суу.

## Значение
Основу кормовой базы для этого вида форели составляют обитатели придонных слоёв водоёма — личинки различных насекомых, в период жора — мальки других рыб (предпочитает гольца). Любое насекомое, оказавшееся на водной поверхности, может быть атаковано амударьинской форелью, когда она активно питается. По этой причине ловля амударьинской форели стала чаще происходить с использованием нахлыстовых снастей.
Лучший период клёва приходится на весну и начало лета, когда рыба готова бросаться практически на всё, что может быть съедено. После осеннего периода нереста, а также скудного зимнего рациона, рыба восполняет недостаток пищи, максимально увеличивая кормовую базу. Затем увеличение среднесуточных температур делает форель вялой, неохотно реагирующей на приманки. Всплеск активности приходит с приближением осени — в августе рыба снова начинает выходить к приманкам.
Как ловить амударьинскую форель без нахлыстовых снастей? В период активного клёва она ловится на обычные поплавочные удочки. Но желательно с надёжной катушкой с правильно настроенным фрикционом. Первый удар форели, особенно если рыба весом более 2 кг — испытание для любителя горной речной рыбалки. Форель бьётся до последнего и требует постоянного напряжения весь период выхаживания. 
В качестве приманки используют личинки насекомых и мелкую рыбу. При ловле нахлыстом — мушек, напоминающих привычных для местной форели насекомых. На 2024 год стали популярны спиннинговые ультралайтовые снасти, которыми ловят амударьинскую форель на различные вращающиеся блёсна.

### Средние размеры и трофейные экземпляры
Средний вес — 2 кг. В зависимости от условий обитания и кормовой базы могут встречаться особи весом в 7,5 кг. Максимальный вес добытой амударьинской форели — 27 кг - был зафиксирован в СССР. 
Амударьинскую форель нельзя назвать промысловой, поскольку в больших количествах она не встречается. Так что основной интерес она представляет для спортсменов и любителей-рыболовов.

## Время нереста
Примерно на втором году жизни амударьинская форель начинает метать икру, отправляясь к местам нереста. В отличие от других видов рыб, форель нерестится с поздней осени до начала зимы. Нерестовый период обычно начинается в конце ноября. Самки форели, делая перерывы на отдых, стараются избавиться от икры за несколько подходов.

## Амударьинская форель в кулинарии
Нежное мясо, как и у большинства представителей лососевых, очень вкусное и содержит Омега-3 и Омега-6 кислоты, благотворно действующие на сердечно-сосудистую систему. Филе практически не содержит мелких костей.